# Auxon-Dessus
Auxon-Dessus is een plaats en voormalige gemeente in het Franse departement Doubs in de regio Bourgogne-Franche-Comté en telt 740 inwoners (1999). De plaats maakt deel uit van het arrondissement Besançon en de gemeente Les Auxons. In de gemeente ligt spoorwegstation Besançon Franche-Comté TGV.

## Geografie
De oppervlakte van Auxon-Dessus bedraagt 3,9 km², de bevolkingsdichtheid is 189,7 inwoners per km².
De onderstaande kaart toont de ligging van Auxon-Dessus met de belangrijkste infrastructuur en aangrenzende gemeenten.

## Demografie
Onderstaande figuur toont het verloop van het inwonertal (bron: INSEE-tellingen).